# Marie-Louise Heine-Fould
Pour les autres membres de la famille, voir Famille Heine.
Claire Blanche Marie Louise Heine, épouse Fould, née le 12 août 1865 à Paris et morte le 11 avril 1940 à Saint-Julien-Beychevelle, est une infirmière et philanthrope française, et une personnalité mondaine de son époque.

## Biographie
Marie-Louise Heine-Fould naît dans une famille de banquiers allemands; elle est la fille d'Armand Heine (en) et de Marie-Amélie Kohn.
Marie-Louise Heine fonde avant son mariage, en 1888, un dispensaire au 35-37 rue de la Glacière dans le 13e arrondissement de Paris. Ce dispensaire comporte, avant 1905, une crèche, un orphelinat, une organisation de visite des malades à leur domicile, un patronage et 6 lits pour des opérations. À partir de 1905, le dispensaire comporte également une école d'infirmières. Elle participe aussi à la lutte contre la tuberculose en formant des infirmières-visiteuses et en faisant de son dispensaire un "type Calmette".
Durant la Première Guerre mondiale, le dispensaire de la Glacière devient l'hôpital auxiliaire no 25. Par ailleurs, Marie-Louise Fould dirige, en tant qu'infirmière-major, dès août 1914, l'hôpital auxiliaire no 27 situé dans son château, le Château de Jean d'Heurs à Lisle-en-Rigault dans la Meuse. Il est évacué entre septembre et novembre 1914, pendant cette période, elle est envoyée à Biarritz pour diriger les formations sanitaires du Service de Santé qui ont lieu au Casino. Elle est affiliée à la Société de secours aux blessés militaires (SSBM).
Elle épouse le 22 janvier 1890 Achille Fould. Les familles Fould et Heine ont des liens économiques étroits, Armand Heine et son frère Michel étaient associés de la banque Fould lors de sa liquidation en 1875-1876 et ils fondent, à la suite de cela, leur propre banque qui devient Heine et Cie en 1883.

## Distinctions honorifiques
- Croix de guerre 1914-1918
- Médaille des épidémies (argent)[5]
- Palme d'or du Service de Santé
- Chevalier de la Légion d'Honneur[6]
- Une rose du nom de 'Madame Achille Fould' lui est dédiée en 1903[7].